# Massacres hamidianos
Os Massacres Hamidianos, também conhecidos como massacre dos armênios de 1894-1896, referem-se ao massacre de armênios pelo Império Otomano, com estimativas de mortos variando de 80.000 a 400.000, e pelo menos 50 mil órfãos em consequência. Os massacres receberam a designação a partir do nome de Abdulamide II, cujos esforços para reforçar a integridade territorial do Império Otomano em apuros reafirmaram o pan-islamismo como ideologia de Estado.

## Contexto Histórico

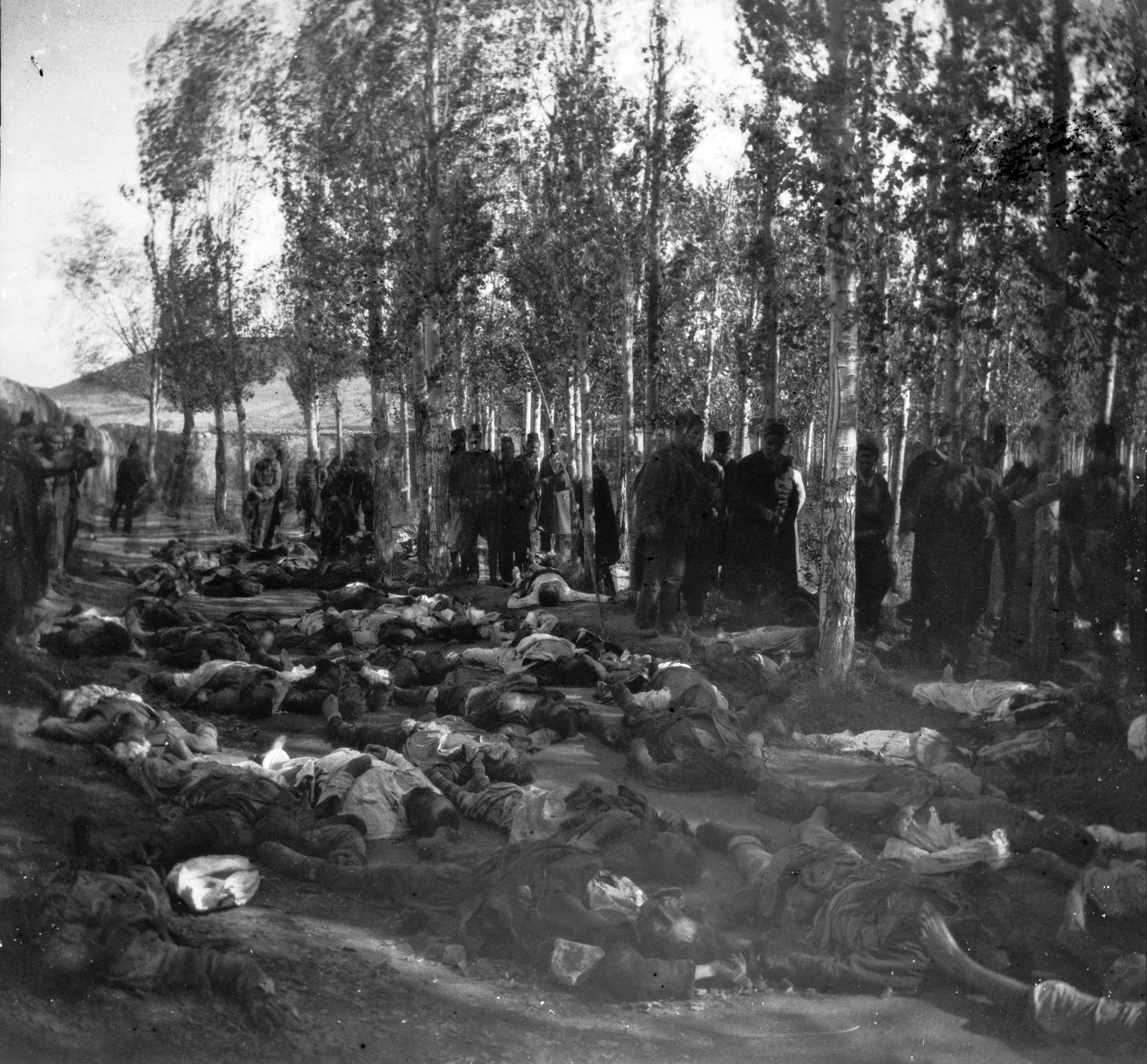
Massacres de Erzurum, 30 de outubro de 1895

A crise política, social e econômica que atravessou o Império Otomano no último terço do século XIX foi o terreno fértil que incentivou o confronto entre as minorias muçulmanas e cristãs, especialmente contra a comunidade armênia. O governo autoritário do Sultão Abdulamide II teve que enfrentar crescentes demandas e a interferência das potências europeias, e, nesse contexto, a comunidade armênia solicita para uma maior democracia e direitos sociais que foram reprimidas com dureza, assassinatos e massacres coletivos contra a maior parte da população armênia. Os motins e protestos organizados ou dirigidos por membros dos partidos nacionalistas armênios serviram de justificativa para usar a violência tanto contra os ativistas e dissidentes armênios como a população em geral.
Abdulamide II acreditava que as desgraças do Império Otomano derivava das "perseguições intermináveis e hostilidades do mundo cristão." Ele acreditava que os armênios otomanos eram uma extensão da hostilidade externa, um meio pelo qual a Europa poderia "chegar à maioria de nossos lugares vitais e arrancar nossas entranhas."
Um dos incidentes mais graves ocorreram em zonas de população armênia do Planalto Armênio e Anatólia. Embora os otomanos impediram outras revoltas no passado, medidas mais duras foram dirigidas contra a comunidade armênia; não houve distinção entre os nacionalistas e os dissidentes da população armênia em geral, e massacraram-os com força brutal. Isso ocorreu num momento em que o telégrafo poderia se espalhar as notícias ao redor do mundo e os massacres foram amplamente cobertos pela mídia na Europa Ocidental e nos Estados Unidos.

## Ver Também
- Massacre de Adana
- Genocídio Armênio